# Rio Akitio
O rio Akitio está localizado na Ilha do Norte da Nova Zelândia.
Flui em geral para sudeste durante 35 quilómetros, e desagua no Oceano Pacífico em Akitio no sul do Cabo Turnagain na costa leste ("east coast").